# Copa Rio
La Copa Rio o Torneig Internacional de Clubs Campions va ser un campionat jugat els anys 1951 i 1952 al Brasil. El torneig és reconegut per ser el primer torneig intercontinental de clubs de la història, ja que va participar equips d'Amèrica del Sud i Europa. El campionat va ser organitzat per CBD (actualment CBF) i va ser avalat per la FIFA, ja que va participar equips d'Amèrica del Sud i Europa. Va ser considerat per la premsa aleshores com un Mundial de Clubs.

## Història

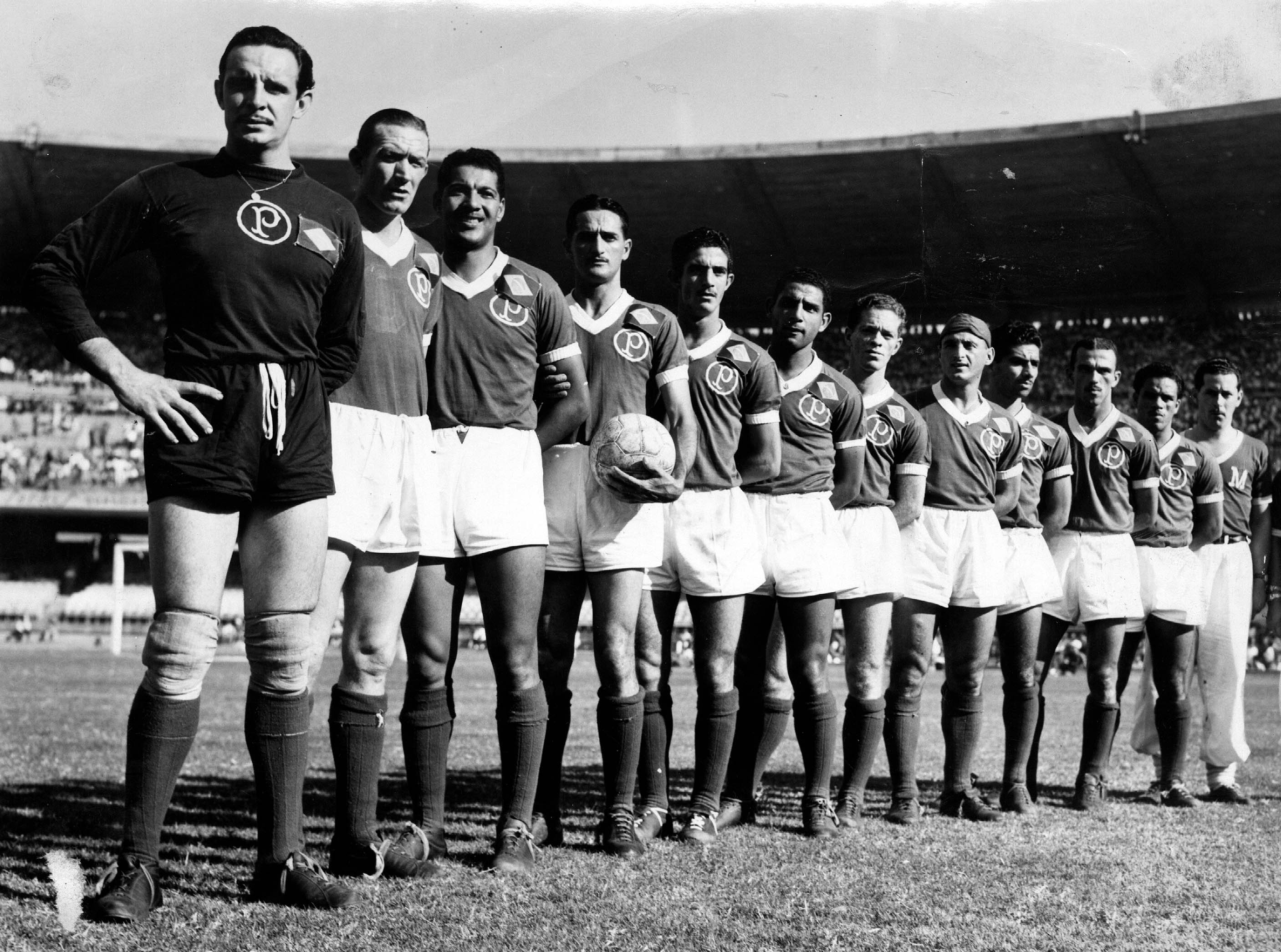

El 1951, el club brasiler Palmeiras va ser el guanyador del torneig, mentre que el Fluminense va guanyar el 1952. La Copa Rio Internacional (oficialment anomenada Torneig Internacional de Clubs de Campions de 1951) va ser una competició internacional de clubs. Organitzada per l'antic CBD amb l'acord del llavors president de la FIFA, Jules Rimet, la Copa Rio va tenir dues edicions. El torneig té un significat històric ja que va ser el primer intent de campionat del món entre clubs que va aconseguir abast intercontinental.
La premsa brasilera d'aleshores el va anomenar "Torneig Mundial de Campions", un sobrenom que després es donaria a la Copa Intercontinental. La Copa Rio tenia un format semblant al que s'adopta actualment per a la Copa del Món de Clubs de la FIFA, que va generar molta discussió entre els aficionats sobre el reconeixement del torneig com a copa del món.

## Reconeixement

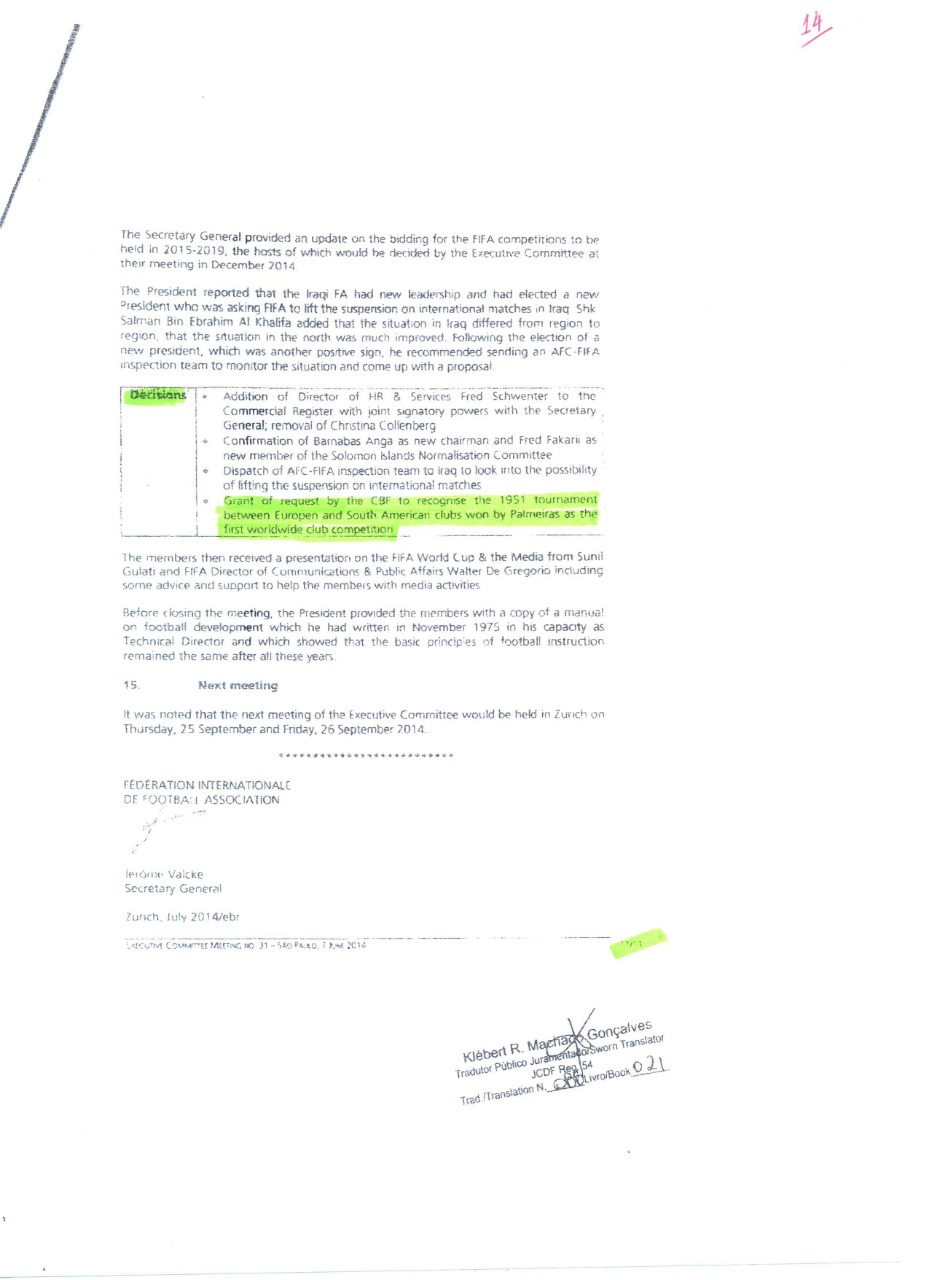

El 2007, la FIFA va considerar la Copa Rio de 1951 la primera edició del Mundial de Clubs, però va revocar la decisió el desembre del mateix any. Anys més tard, l'agost de 2014, Joseph Blatter (president de la FIFA) va anunciar que la competició de 1951, guanyada per Palmeiras, seria reconeguda com la Copa del Món de Clubs. Tanmateix, aquesta vegada la Copa Rio no es consideraria equivalent a l'actual Mundial, però confirmaria la seva importància. A l'abril de 2019, Infantino pensava diferent a Blatter i va dubtar a reconèixer el títol com a Copa del Món. A principis de 2021, la FIFA va tornar a honrar el títol de 1951 com a "Copa del Món del Temps" al lloc web oficial de la Copa del Món de Clubs 2020 i als seus canals de xarxes socials. Gairebé un any després, quan Alviverde va tornar a participar al Mundial de Clubs, l'organització va tornar a citar l'equip de São Paulo com a campió del món del grup: -"Palmeiras i Corinthians van ser campions del món una vegada. L'oportunitat de superar els seus màxims rivals va donar els dona una motivació addicional?" L'èxit del Fluminense el 1952 no va rebre el mateix reconeixement que la primera edició, rebent menys atenció que el torneig de l'any anterior. La junta directiva del tricolor de Rio de Janeiro va demanar a la màxima entitat futbolística que reconegués el títol, però sense èxit. El factor decisiu per al no reconeixement del títol és el fet que la FIFA va aprovar i aprovar només la primera edició, l'any 1951. En el mateix comunicat en què Blatter deia que després reconeixeria el Palmeiras com a campió del món, l'expresident de la entitat agregada encara que podria incloure la Copa Rio de 1952. Però, fins ara, l'equip tricolor no ha rebut una resposta al mateix nivell que l'Alviverde São Paulo.

## Finals
| Anys | Campions   | Marcador     | Finalista   | Ubicació                        |
| ---- | ---------- | ------------ | ----------- | ------------------------------- |
| 1951 | Palmeiras  | 1:0, 2:2     | Јuventus    | Estadi Maracanã, Rio de Janeiro |
| 1952 | Fluminense | 2 : 0, 2 : 2 | Corinthians | Estadi Maracanã, Rio de Janeiro |